# Daniel Dörrer
Daniel Dörrer (* 28. Dezember 1984 in Ellwangen (Jagst), Deutschland) ist ein mehrfacher deutscher Kickbox-Weltmeister.

## Lebenslauf
Bereits mit sieben Jahren fing Daniel Dörrer mit Taekwondo an. Später wechselte er zum Karate und zum Tai-Chi, ehe er die Sportart Kickboxen für sich entdeckte. Seit 2006 studiert er an der Universität Karlsruhe Sport- und Germanistik. Im Jahr 2006 begann er auch mit dem Training von K-1 bei Ex-Weltmeister Klaus Nonnemacher in Karlsruhe.
Daniel Dörrer vermittelt seine Philosophie vom Kampf in verschiedenen Projekten zur Gewaltprävention und Selbstverteidigungskursen in Deutschland. Seit 2009 trainiert er bei Pavlica und Mladen Steko. Erst das intensive Training mit den ehemaligen Weltmeistern brachte auch ihn ab 2009 an die Weltspitze.

## Erfolge
- 2009 Amateur-Weltmeister (WKA) Huelva Spanien
- 2010 Amateur-Weltmeister (WKA) Edinburgh (Schottland)
- 2011 Amateur-Weltmeister (WKA) Karlsruhe (Deutschland)
- 2012 Amateur-Weltmeister (WKA)  Orlando, Florida USA
- 2012 Profi-Weltmeister (WKU) und (ISKA) Berlin (Deutschland)
- 2013 Profi-Weltmeister (WKU) München (Deutschland)

## Bilder

Bilder von Daniel Dörrer
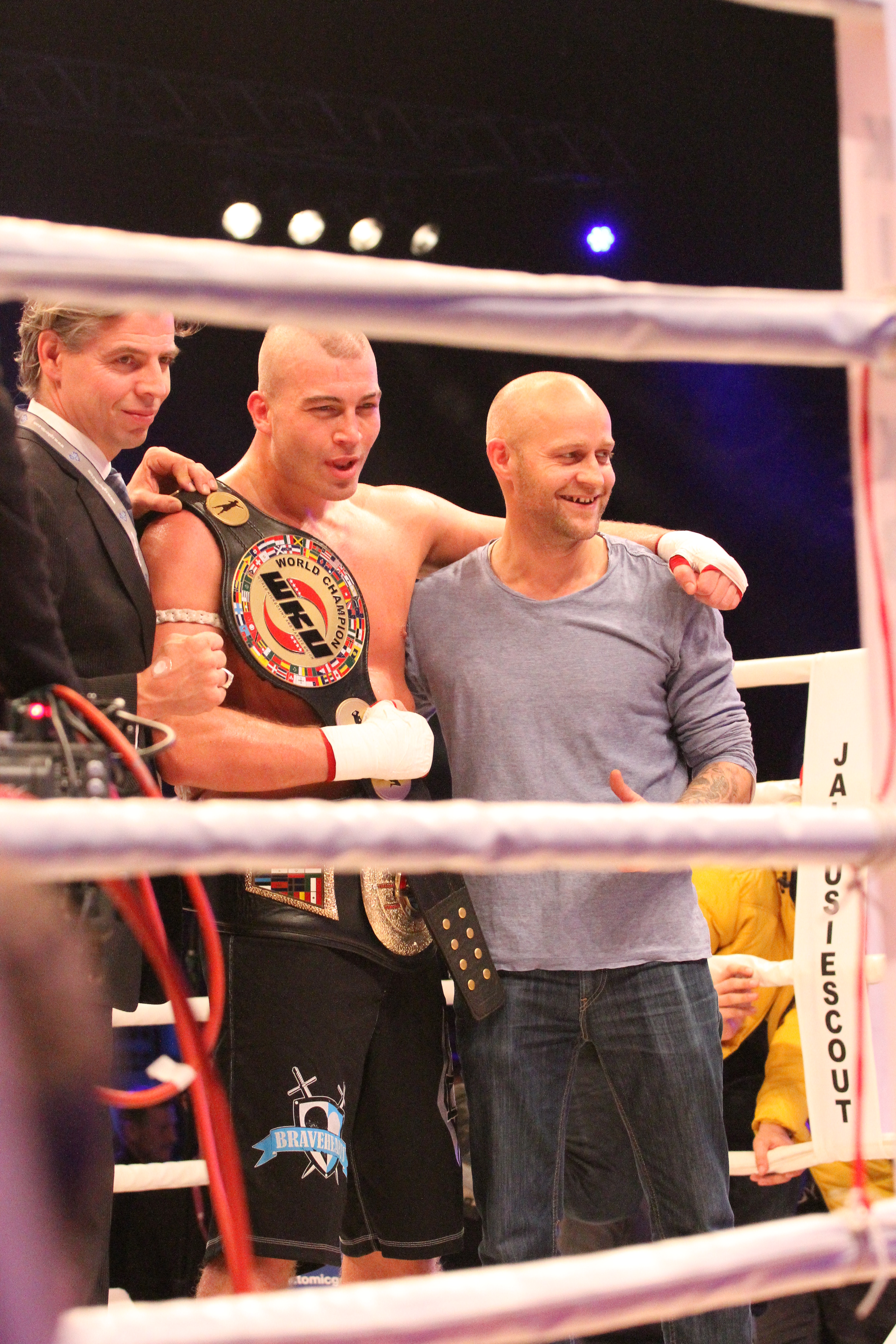
Nonnemacher, Daniel Dörrer und Jürgen Vogel WKU WM Berlin 2012
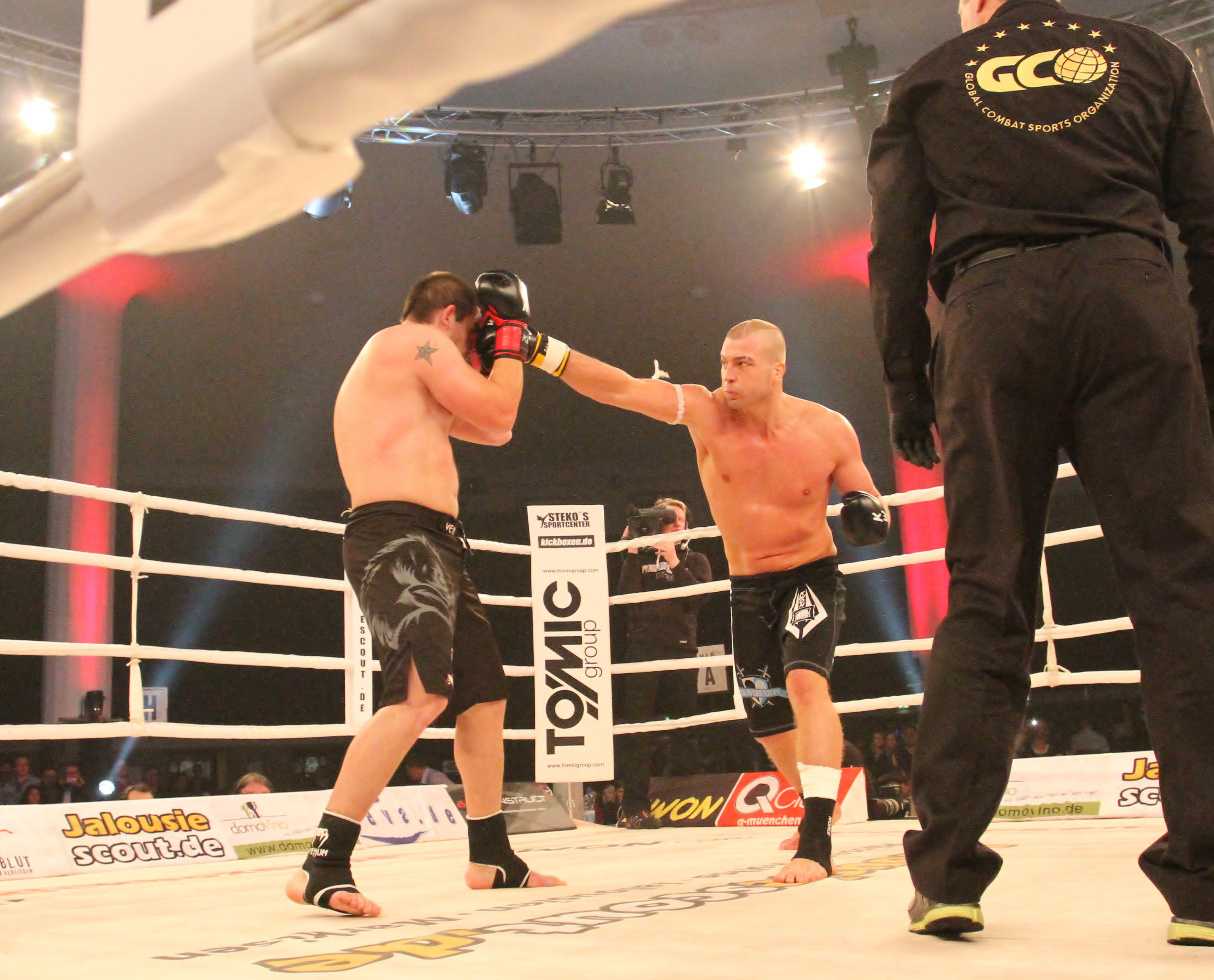
Daniel Dörrer vs. Dobromir Ivanov (BUL) WKU WM München 2013